# Anoba ovalis
Anoba ovalis är en fjärilsart som beskrevs av Rothschild 1917. Anoba ovalis ingår i släktet Anoba och familjen nattflyn. Inga underarter finns listade i Catalogue of Life.